# Сачки
Са́чки — село в Україні, в Бердянському районі Запорізької області. Населення становить 31 осіб. Орган місцевого самоврядування - Берестівська сільська громада.

## Географія
Село Сачки знаходиться на правом березі річки Берда, нижче за течією на відстані 4 км розташоване село Довбине, на протилежному березі — село Лугове (Донецька область).

## Історія
- 1806 — дата заснування.